# Il tagliagole
Il tagliagole (Le Boucher) è un film del 1970 scritto e diretto da Claude Chabrol e interpretato da Stéphane Audran e Jean Yanne.

## Trama
Hélène, insegnante di scuola elementare, e Popaul, macellaio, s'incontrano a un matrimonio in un piccolo paese e diventano amici.
Una serie di omicidi di giovani donne sconvolge il paese. Quando Hélène, durante una gita con i suoi alunni, trova il cadavere di una donna e, accanto al corpo, l'accendino che aveva regalato a Popaul, il sospetto e la paura cominciano ad impossessarsi della donna.

## Riprese
Le riprese del film sono state effettuate tra il settembre e l'ottobre 1969 nel paese di Trémolat, nel Périgord, e nelle grotte di Cougnac nei Midi-Pyrénées.

## Colonna sonora
La colonna sonora del film contiene la canzone Capri petite île di Dominique Zardi.

## Riconoscimenti
- 1970 – Festival di San Sebastián
  - Concha de Plata alla migliore attrice a Stéphane Audran